# Felix Lohkemper
 (août 2025).
Felix Lohkemper est un footballeur allemand né le 26 janvier 1995 à Wetzlar. Il évolue au poste d'attaquant au 1. FC Nuremberg.

## Biographie

### En équipe nationale
Avec les moins de 17 ans, il participe au championnat d'Europe des moins de 17 ans en 2012. Lors de cette compétition organisée en Slovénie, il ne joue qu'une seule rencontre, en phase de groupe face à l'équipe de France. L'Allemagne progresse jusqu'en finale, en s'inclinant face aux Pays-Bas, après une séance de tirs au but.
Avec les moins de 19 ans, il participe au championnat d'Europe des moins de 19 ans en 2014. Lors de cette compétition organisée en Hongrie, il joue quatre matchs. L'Allemagne remporte le tournoi en battant le Portugal en finale.
Par la suite, avec les moins de 20 ans, il participe à la Coupe du monde des moins de 20 ans en 2015. Lors du mondial junior organisé en Nouvelle-Zélande, il joue deux matchs. L'Allemagne s'incline en quart de finale face au Mali, après une séance de tirs au but.

## Statistiques
Le tableau ci-dessous retrace la carrière de Felix Lohkemper depuis ses débuts :

| Saison                | Club                  | Championnat            | Championnat | Championnat | Coupe(s) nationale(s) | Coupe(s) nationale(s) | Compétition(s) continentale(s) | Compétition(s) continentale(s) | Compétition(s) continentale(s) | Coupe régionale | Coupe régionale | Total | Total |
| Saison                | Club                  | Division               | M.          | B.          | M.                    | B.                    | Comp.                          | M.                             | B.                             | M.              | B.              | M.    | B.    |
| 2012-2013             | VfB Stuttgart II      | 3. Liga                | 2           | 0           | -                     | -                     | -                              | -                              | -                              | -               | -               | 2     | 0     |
| 2013-2014             | VfB Stuttgart II      | 3. Liga                | 7           | 0           | -                     | -                     | -                              | -                              | -                              | -               | -               | 7     | 0     |
| 2014-2015             | VfB Stuttgart II      | 3. Liga                | 21          | 3           | -                     | -                     | -                              | -                              | -                              | -               | -               | 21    | 3     |
| Sous-total            | Sous-total            | Sous-total             | 30          | 3           | 0                     | 0                     | -                              | 0                              | 0                              | 0               | 0               | 30    | 3     |
| 2015-2016             | TSG Hoffenheim II     | Regionalliga Sud Ouest | 33          | 18          | -                     | -                     | -                              | -                              | -                              | -               | -               | 33    | 18    |
| Sous-total            | Sous-total            | Sous-total             | 33          | 18          | 0                     | 0                     | -                              | 0                              | 0                              | 0               | 0               | 33    | 18    |
| 2016-2017             | FSV Mayence II        | 3. Liga                | 18          | 4           | -                     | -                     | -                              | -                              | -                              | -               | -               | 18    | 4     |
| Sous-total            | Sous-total            | Sous-total             | 18          | 4           | 0                     | 0                     | -                              | 0                              | 0                              | 0               | 0               | 18    | 4     |
| 2017-2018             | 1. FC Magdebourg      | 3. Liga                | 17          | 5           | 2                     | 0                     | -                              | -                              | -                              | 1               | 0               | 20    | 5     |
| 2018-2019             | 1. FC Magdebourg      | 2. Bundesliga          | 29          | 6           | 1                     | 0                     | -                              | -                              | -                              | -               | -               | 30    | 6     |
| Sous-total            | Sous-total            | Sous-total             | 46          | 11          | 3                     | 0                     | -                              | 0                              | 0                              | 1               | 0               | 50    | 11    |
| 2019-2020             | FC Nuremberg          | 2. Bundesliga          | 14          | 0           | -                     | -                     | -                              | -                              | -                              | -               | -               | 14    | 0     |
| 2020-2021             | FC Nuremberg          | 2. Bundesliga          | 11          | 4           | 1                     | 0                     | -                              | -                              | -                              | -               | -               | 12    | 4     |
| 2021-2022             | FC Nuremberg          | 2. Bundesliga          | 1           | 0           | 1                     | 0                     | -                              | -                              | -                              | -               | -               | 2     | 0     |
| 2022-2023             | FC Nuremberg          | 2. Bundesliga          | 20          | 2           | 2                     | 0                     | -                              | -                              | -                              | -               | -               | 22    | 2     |
| 2023-2024             | FC Nuremberg          | 2. Bundesliga          | 11          | 1           | 1                     | 2                     | -                              | -                              | -                              | -               | -               | 12    | 3     |
| Sous-total            | Sous-total            | Sous-total             | 57          | 7           | 5                     | 2                     | -                              | 0                              | 0                              | 0               | 0               | 62    | 9     |
| Total sur la carrière | Total sur la carrière | Total sur la carrière  | 166         | 39          | 8                     | 2                     | -                              | 0                              | 0                              | 1               | 0               | 175   | 41    |

## Palmarès

### En équipe nationale
- Allemagne -17 ans
  - Finaliste du championnat d'Europe des moins de 17 ans en 2012

- Allemagne -19 ans
  - Finaliste du championnat d'Europe des moins de 19 ans en 2014